# Whickham
Whickham es una villa del distrito de Gateshead, en el condado de Tyne y Wear (Inglaterra). Según los datos publicados por la Oficina Nacional de Estadística británica en el censo de 2001, Whickham tiene una superficie de 4,07 km² y 16 263 habitantes (48,74% varones y 51,26% mujeres), con una densidad de población de 3995,82 hab/km².